# 安乡县
安乡县位于湖南省西北部，属于洞庭湖流域，现为常德市所辖。总面积为1087平方公里，总人口約43万人。位於洞庭湖西北部，是湖南省的北大門，處於湘鄂兩省四市八縣的交界處。縣人民政府駐深柳鎮。

## 沿革
安乡作为建制县最早于南北朝陈天嘉二年(561年)之“作唐县”，因“左挹洞庭，右接兰澧”、“洞庭兰澧诸水各安其流”而名“安乡”县至今。

## 人口
根據第七次人口普查數據，截至2020年11月1日零時，安鄉縣常住人口為427412人。

## 經濟
全县（2006年），GDP（国内生产总值）总量为47.61亿元（2005年）。

## 地理
安乡县境地图坐标为东经111°59'～112°18'，北纬111°59'~112°18'。北接湖北公安、石首，南抵汉寿县，东邻南县，西界澧县、津市、鼎城区，南北长71公里，东西宽30公里。全县凹陷于洞庭盆地北部，北接华容隆起的黄山至虎山台地，南达冲天湖鞍部，西抵太阳山隆起，东至目平湖突起；境内地形以平原、水域为主，平原占全县总面积72.61％，水域占全县总面积的27.14％，其他为0.25％。流经境内的主要河流有澧水、松滋河、五里河、虎渡河和藕池河等，以荆江泄洪河流为主，澧水次之。
安乡县属中亚热带向北亚热带过渡的季风湿润气候，年平均气温16.6度，日照1868.7小时，降雨量约为1200毫米。

## 政治

### 现任领导
| 机构     | 安乡县人民政府 县长 | · 中国共产党 · 安乡县委员会 · 书记 | 安乡县人民代表大会 常务委员会 主任 | · 中国人民政治协商会议 · 安乡县委员会 · 主席 |
| -------- | ------------------- | ---------------------------------- | ---------------------------------- | -------------------------------------------- |
| 姓名     | 翦鹰                | 王先波                             | 何志祥                             | 胡秋兰                                       |
| 民族     | 维吾尔族            | 汉族                               | 汉族                               | 汉族                                         |
| 出生地   | 湖南省桃源县        | 湖南省常德市                       | 湖南省常德市武陵区                 | 不明                                         |
| 出生日期 | 1975年12月（49歲）  | 1971年5月（53歲）                  | 1971年11月（53歲）                 | 不明                                         |
| 就任日期 | 2023年5月           | 2023年1月                          | 2021年10月29日                     | 2021年10月27日                               |

## 交通
- 353国道过境。

## 行政区划
安乡县下辖8个镇、4个乡：
深柳镇、大鲸港镇、黄山头镇、三岔河镇、官垱镇、下渔口镇、陈家嘴镇、大湖口镇、安障乡、安全乡、安丰乡和安康乡。